# GiveDirectly
GiveDirectly (em tradução literal, doe diretamente) é uma organização sem fins lucrativos que opera na África Oriental, ajudando famílias que vivem em extrema pobreza, fazendo transferências incondicionais de dinheiro para eles via telefone celular. A GiveDirectly transfere fundos principalmente para pessoas no Quênia, Uganda e Ruanda.

## História
A GiveDirectly originou-se como um círculo de doação iniciado por Paul Niehaus, Michael Faye, Rohit Wanchoo e Jeremy Shapiro, alunos do MIT e Harvard, com base em suas pesquisas sobre filantropia. Em 2012, eles formalizaram sua operação na GiveDirectly.
Em dezembro de 2012, a GiveDirectly recebeu um prêmio Impacto Global de US$ 2,4 milhões do Google. Em junho de 2014, seus fundadores anunciaram planos para criar uma empresa de tecnologia com fins lucrativos, a Segovia, com o objetivo de melhorar a eficiência das distribuições de transferência de dinheiro no mundo em desenvolvimento. Em agosto de 2015, a GiveDirectly recebeu uma doação de US$ 25 milhões da Good Ventures.
Em abril de 2016, a GiveDirectly anunciou uma iniciativa de US $ 30M para teste de renda básica universal, a fim de "tentar erradicar permanentemente a extrema pobreza que acomete dezenas de aldeias e milhares de pessoas no Quênia, garantindo-lhes uma renda contínua alta o suficiente para satisfazer suas necessidades básicas" e, se funcionar, abrir o caminho para a implementação em outras regiões. A iniciativa foi lançada em novembro de 2017 e tem duração de 12 anos.
Em 2017, a GiveDirectly aplicou seu modelo pela primeira vez nos EUA, distribuindo cartões de débito carregados com dinheiro para residentes de Rose City, Texas após o furacão Harvey.

## Operações

### Experimento de renda básica
Em abril de 2016, a GiveDirectly anunciou que realizaria um experimento de 12 anos para testar o impacto de uma renda básica universal em uma região do oeste do Quênia.
Trabalhando na zona rural do Quênia, ela planeja realizar um estudo de controle randomizado comparando 4 grupos de aldeias:
- Renda básica de longo prazo: 40 vilarejos com destinatários recebendo cerca de US $ 0,75 (nominal) por adulto por dia, entregue mensalmente durante 12 anos
- Renda básica de curto prazo: 80 aldeias com beneficiários recebendo o mesmo valor mensal, mas apenas por 2 anos
- Pagamentos de quantia global: 80 aldeias com destinatários recebendo um pagamento de quantia global equivalente ao valor total dos pagamentos do fluxo de curto prazo
- Grupo de controle: 100 aldeias que não recebem transferências de dinheiro

Mais de 26.000 pessoas receberão algum tipo de transferência de dinheiro, com mais de 6.000 recebendo uma renda básica de longo prazo.
Em novembro de 2019, um artigo orientado para a economia sobre o experimento GiveDirectly foi publicado. Ele descobriu que o efeito multiplicador do experimento está em torno de 2,6x.

## Financiamento
A GiveDirectly coleta doações de doadores privados em seu site, bem como de fundações. Em 2015, a organização recebeu uma doação de US $ 25 milhões da Good Ventures, uma fundação privada iniciada pelo cofundador do Facebook Dustin Moskovitz e sua esposa, a ex-redatora do Wall Street Journal Cari Tuna.
Em 2017, a GiveDirectly recebeu US $ 5 milhões em Bitcoin do Pineapple Fund.

## Recepção

### Avaliações
A GiveDirectly foi nomeada uma instituição de caridade GiveWell 'bem avaliada' em cada um dos últimos 8 anos: 2012, 2013, 2014,  2015, 2016, 2017, 2018, 2019.

### Recepção por economistas do desenvolvimento
Após o lançamento da autoavaliação de impacto da GiveDirectly em outubro de 2013, economista do Banco Mundial David McKenzie elogiou a robustez do design do estudo e a divulgação clara do conflito de interesse do líder do estudo, mas levantou duas preocupações:
- O uso de autoavaliação tornou os resultados difíceis de interpretar e confiar (sendo esta uma característica de qualquer estudo que tentou medir o consumo).
- A subdivisão da amostra em tantos grupos diferentes significava que havia menos poder estatístico que poderia ser usado para decidir claramente qual grupo teve melhores resultados.

Chris Blattman, um blogueiro e acadêmico da área de economia do desenvolvimento, com foco particular em estudos de controle randomizado, também postou o estudo no blog. Ele expressou duas reservas principais:
- O efeito da expectativa do observador, em que as pessoas que estão sendo questionadas podem ser sutilmente influenciadas em suas respostas pelas expectativas do pesquisador.
- A falta de efeitos positivos claros sobre os resultados de longo prazo, bem como a falta de aumento dos gastos com saúde e educação.